# Dr. Doogie
A Dr. Doogie (eredeti cím: Doogie Kameāloha, M.D.) 2021-től vetített amerikai vígjátéksorozat, amelyet Kourtney Kang alkotott, az 1989 és 1993 között vetített Doogie Howser, M.D. című sorozat újragondolása. A főszerepekben Peyton Elizabeth Lee, Emma Meisel, Matthew Sato, Wes Tian, Jeffrey Bowyer-Chapman, Mapuana Makia, Kathleen Rose Perkins és Jason Scott Lee láthatók.
Az Amerikai Egyesült Államokban 2021. szeptember 8-án, míg Magyarországon a Disney+ mutatta be 2023. március 31-én.
2022 februárjában berendelték a második évadot.

## Ismertető
Lahela "Doogie" Kameāloha egy csodagyerek, aki tinédzser életével és korai orvosi karrierjével is meg kell küzdenie, valamint az anyjával való kapcsolatának egyensúlyozásával, aki egyben a főnöke is.

## Szereplők

### Főszereplők
| Szereplő                      | Színész                | Magyar hang        | Leírás                                                                                                  |
| ----------------------------- | ---------------------- | ------------------ | --- |
| Dr. Lahela "Doogie" Kameāloha | Peyton Elizabeth Lee   | Laudon Andrea      | 16 éves, orvos. A Hawaii Egyetem orvosi karán végzett.                                                  |
| Steph Denisco                 | Emma Meisel            | Staub Viktória     | Doogie legjobb barátja. Beleszeret Doogie testvérébe, Kaiba.                                            |
| Kai Kameāloha                 | Matt Sato              | Nagy Gereben       | Doogie bátyja. Beleszeret Doogie legjobb barátjába, Steph-be, de nem tudja, hogyan fejezze ki érzéseit. |
| Brian Patrick Kameāloha       | Wes Tian               | Vida Bálint        | Doogie öccse.                                                                                           |
| Dr. Charles Zeller            | Jeffrey Bowyer-Chapman | Markovics Tamás    | Doogie kollégái az Oahu Health Medical Centerben.                                                       |
| Dr. Noelani Nakayama          | Mapuana Makia          | Csúz Lívia         | Doogie kollégái az Oahu Health Medical Centerben.                                                       |
| Dr. Clara Hannon              | Kathleen Rose Perkins  | Kisfalvi Krisztina | Doogie anyja és az Oahu Health Medical Center orvosi vezetője, ahol Doogie dolgozik.                    |
| Benny Kameāloha               | Jason Scott Lee        | Gáspár András      | Doogie apja élelmiszerszállító teherautó tulajdonosa.                                                   |

### Mellékszereplők
| Szereplő       | Színész        | Magyar hang     | Leírás                                                   |
| -------------- | -------------- | --------------- | -------------------------------------------------------- |
| Dr. Lee        | Ronny Chieng   | Kovács Lehel    | Szívsebész az Oahu Health Medical Centerben.             |
| Walter Taumata | Alex Aiono     | Nikas Dániel    | Egy helyi tinédzser, akibe Doogie szerelmes.             |
| Will           | Barry Bostwick | Várkonyi András | Lahela szívelégtelenségben szenvedő betege, aki elhunyt. |

### Magyar változat
- Magyar szöveg: Laki Mihály
- Hangmérnök: Simkó Ferenc
- Vágó: Simkóné Varga Erzsébet
- Gyártásvezető: Gelencsér Adrienn
- Szinkronrendező: Nikas Dániel
- Produkciós vezető: Hagen Péter

A szinkront a Mafilm Audio Kft. készítette.

## Évados áttekintés
| Évad | Évad | Epizódok | Eredeti sugárzás    | Eredeti sugárzás   | Magyar sugárzás   | Magyar sugárzás   |
| Évad | Évad | Epizódok | Évadpremier         | Évadfinálé         | Évadpremier       | Évadfinálé        |
| ---- | ---- | -------- | ------------------- | ------------------ | ----------------- | ----------------- |
|      | 1    | 10       | 2021. szeptember 8. | 2021. november 10. | 2023. március 31. | 2023. március 31. |
|      | 2    | 10       | 2023. március 31.   | 2023. március 31.  | 2023. március 31. | 2023. március 31. |

## Epizódok

### 1. évad
| Sor. | Év. | Cím                                        | Rendező        | Író                                   | Premier                                |
| ---- | --- | ------------------------------------------ | -------------- | ------------------------------------- | -------------------------------------- |
| 1.   | 1.  | A tinidoki (Aloha – The Hello One)         | Jake Kasdan    | Kourtney Kang                         | 2021. szeptember 8. 2023. március 31.  |
| 2.   | 2.  | A szerelem sötét verem (Love Is a Mystery) | Erin O'Malley  | Alison Bennett                        | 2021. szeptember 15. 2023. március 31. |
| 3.   | 3.  | A gyaloglás vége (License to Not Drive)    | Erin O'Malley  | Sasha Stroman                         | 2021. szeptember 22. 2023. március 31. |
| 4.   | 4.  | Lahela és Stitch (Lahela & Stitch)         | Jesse Bochco   | Steve Joe                             | 2021. szeptember 29. 2023. március 31. |
| 5.   | 5.  | A fehérköpenyes kosaras (Dunk Cost)        | Randall Park   | Patrick Kang és Michael Levin         | 2021. október 6. 2023. március 31.     |
| 6.   | 6.  | Munkamánia (Career Babes)                  | Jesse Bochco   | Hayley Adams és JoEllen Redlingshafer | 2021. október 13. 2023. március 31.    |
| 7.   | 7.  | Az anyatank (Mom-Mentum)                   | Sean Kavanagh  | Matt Kuhn                             | 2021. október 20. 2023. március 31.    |
| 8.   | 8.  | A csevegés művészete (Talk-Story)          | Gina Rodriguez | Matt Kuhn                             | 2021. október 27. 2023. március 31.    |
| 9.   | 9.  | Babramunka (Scutwork)                      | Erin O'Malley  | Matt Kuhn                             | 2021. november 3. 2023. március 31.    |
| 10.  | 10. | Nehéz döntések (Aloha – The Goodbye One)   | Erin O'Malley  | Steve Joe                             | 2021. november 10. 2023. március 31.   |

### 2. évad
| Sor. | Év. | Cím                                                            | Rendező                       | Író                                   | Premier           |
| ---- | --- | -------------------------------------------------------------- | ----------------------------- | ------------------------------------- | ----------------- |
| 11.  | 1.  | A Hui Hou (A viszontlátásra) (A Hui Huo (Until We Meet Again)) | Sean Kavanagh                 | Kourtney Kang                         | 2023. március 31. |
| 12.  | 2.  | Mitikus lények (Mythological Creatures)                        | Nick Wong                     | Alison Bennett                        | 2023. március 31. |
| 13.  | 3.  | Üzenet a főnöktől (Message from the Chief)                     | Sean Kavanagh                 | Patrick Kang és Michael Levin         | 2023. március 31. |
| 14.  | 4.  | Fekete és fehér felhők (Black Cloud, White Cloud)              | Sean Kavanagh                 | Matthew Zinman és Craig Gerard        | 2023. március 31. |
| 15.  | 5.  | Bál és fejlődés (Dance Dance Evolution)                        | Jesse Bochco                  | Sasha Stroman                         | 2023. március 31. |
| 16.  | 6.  | Csók utáni boldogság (Post-Kiss Bliss)                         | Jesse Bochco                  | Hayley Adams és JoEllen Redlingshafer | 2023. március 31. |
| 17.  | 7.  | Csak anya vagyok (I'm Just a Mom)                              | Sean Kavanagh és Keith Powell | Dani Shank                            | 2023. március 31. |
| 18.  | 8.  | Tigris és doktor (Crouching Tiger, Hidden Doctor)              | Dennis Liu                    | Steve Joe                             | 2023. március 31. |
| 19.  | 9.  | Most mi lesz? (Now What?)                                      | Melissa Kosar                 | Matt Kuhn                             | 2023. március 31. |
| 20.  | 10. | Én (Me)                                                        | Anya Adams                    | Kourtney Kang és Matt Kuhn            | 2023. március 31. |

## A sorozat készítése
2020 áprilisában jelentették be, hogy a Kourtney Kang által alkotott Doogie Howser, MD női vezetésű remake-jét a Disney+-nál fejlesztik. A sorozat Hawaii-on játszódik. A forgatás 2020. december 7-én kezdődött Honoluluban és Los Angelesben.